# Christian Ruck (Architekt)

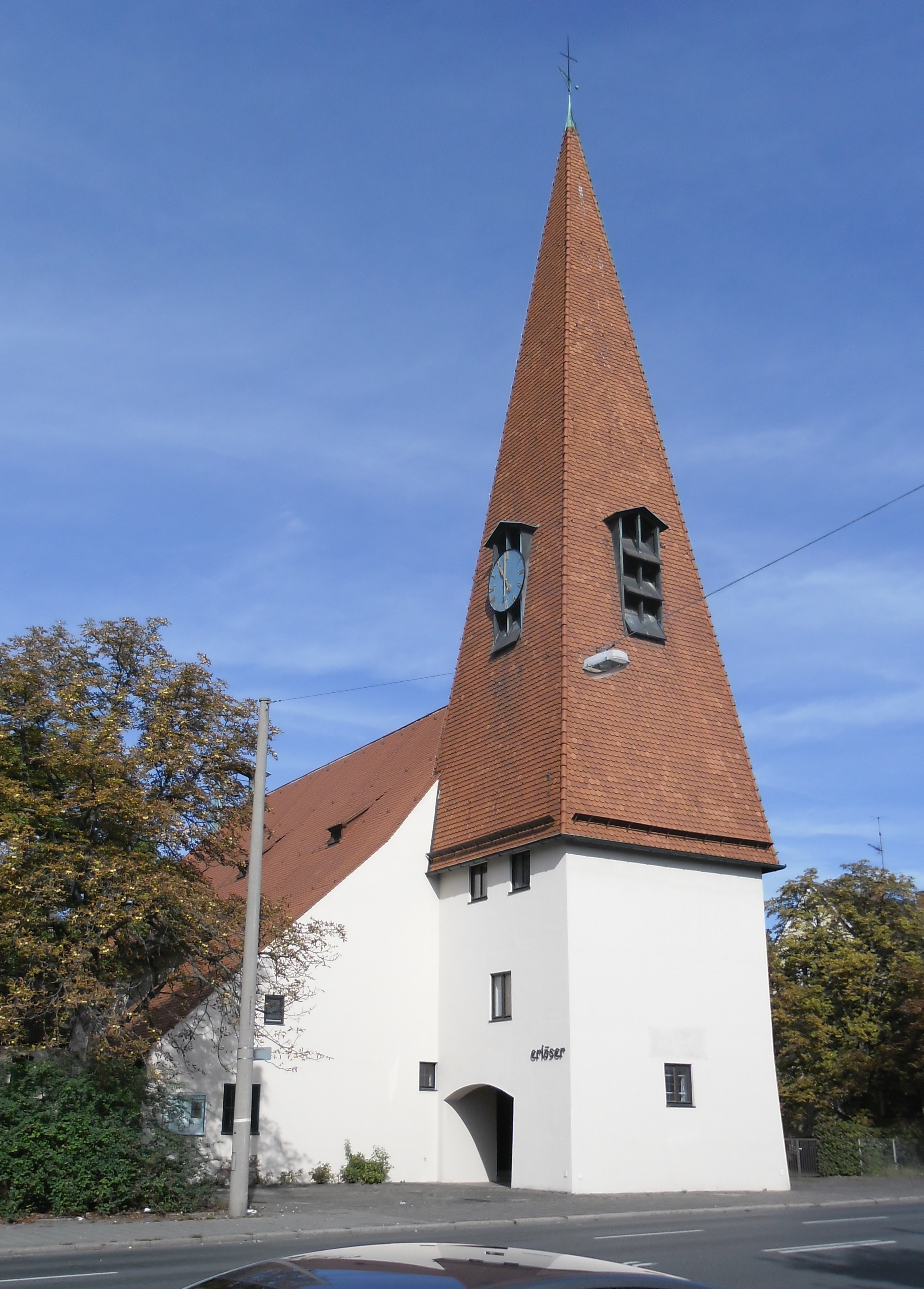
Erlöserkirche in Leyh, erbaut 1927–1928, Architekt Christian Ruck

Christian Ruck (* 13. September 1881 in Nürnberg; † 20. Januar 1962 ebenda) war ein Nürnberger Architekt, der insbesondere durch seine Kirchenbauten bekannt wurde.

## Leben
Christian Ruck war der Sohn des aus Feuchtwangen stammenden evangelisch-lutherischen Pfarrers Johann Georg Ruck (1837–1895) und seiner ersten Ehefrau Johanna Margaretha Maria Richter (1856–1885). Er begann im Wintersemester 1899/1900 an der Technischen Hochschule München ein Studium der Architektur u. a. bei Friedrich von Thiersch, welches er im Jahr 1905 als Diplom-Architekt abschloss.
Ruck ließ sich in seinem Geburtsort Nürnberg als Architekt nieder. Er diente 1915 bis 1918 im Ersten Weltkrieg. Während des Krieges heiratete er am 11. Dezember 1917 in Nürnberg Christiana Johanna Limmer (1881–1970). Nach dem Krieg gründete er zur Unterstützung des Kleinwohnungsbaus eine gemeinnützige Ziegelei in Reichenschwand.
Christian Ruck war in seinem Schaffen als Architekt, wohl durch sein Elternhaus beeinflusst, überwiegend mit Sakralarchitektur befasst. Er war beeinflusst durch die ästhetischen und normativen Prinzipien German Bestelmeyers für einen zeitgemäßen Kirchenbau. Die meisten seiner Bauten entstanden in der Zwischenkriegszeit im Großraum Nürnberg.

## Werke
| Baujahr | Bauwerk                                                                      | Ort                             | Baudenkmal      | Bild |
| ------- | ---------------------------------------------------------------------------- | ------------------------------- | --------------- | ---- |
| 1914    | Pfarrkirche St. Wenzeslaus                                                   | Wieseth                         | D-5-71-223-2    |      |
| 1920/21 | Zwei Wohnblöcke der Siedlung „Kriegerheimstätte“                             | Fürth                           | D-5-63-000-1454 |      |
| 1924/27 | Anstaltskirche Philippuskirche                                               | Rummelsberg/Schwarzenbruck      | D-5-74-157-43   |      |
| 1927/28 | Pflegeanstalt Friedenshort                                                   | Neuendettelsau                  | D-5-71-180-26   |      |
| 1927/28 | Pfarrkirche Erlöserkirche                                                    | Nürnberg-Leyh                   | D-5-64-000-947  |      |
| 1928/33 | Pfarrkirche St. Johannis                                                     | Pretzfeld-Wannbach              |                 |      |
| 1930    | Freizeitheim der Mission                                                     | Neuendettelsau                  | D-5-71-180-1    |      |
| 1930/31 | Pfarrkirche St. Stephanus                                                    | Nürnberg-Gebersdorf             | D-5-64-000-1388 |      |
| 1930/31 | Pfarrkirche St. Jakob (Renovierung und Umgestaltung)                         | Geroldsgrün bei Hof             |                 |      |
| 1930/31 | Anstaltsgebäude, sog. Neues Brüderhaus                                       | Rummelsberg/Schwarzenbruck      | D-5-74-157-55   |      |
| 1930/34 | Pfarrkirche St. Paul (mit Fritz Freitag und Otto Leitolf, im Krieg zerstört) | Aschaffenburg                   |                 |      |
| 1931    | Pfarrkirche St. Thomas                                                       | Nürnberg-Großreuth b. Schweinau | D-5-64-000-2167 |      |
| 1934/35 | Pfarrkirche St. Martin                                                       | Bruckberg (Mittelfranken)       |                 |      |